# رينيه فاسيل
رينيه فاسيل DMD (من مواليد 6 شباط/فبراير 1950) هو رئيس الاتحاد الدولي لهوكي الجليد. وهو أيضًا طبيب أسنان في سويسرا. بدأ مسيرته في الهوكي على الجليد كلاعب في فريق HC Friborg-Gottéron في عام 1960، وأصبح حكمًا في عام 1972 ورئيسًا لاتحاد هوكي الجليد السويسري في عام 1985. في عام 1994 تم انتخابه رئيسًا لـ IIHF. أصبح عضوًا في اللجنة الأولمبية الدولية وكان أول ممثل لهوكي الجليد على الإطلاق. في عام 2008، تم انتخابه ممثلًا للرياضات الشتوية في المجلس التنفيذي للجنة الأولمبية الدولية.

## السيرة المهنية لطبيب الاسنان رينيه فاسيل (رئيس الاتحاد الدولي لهوكي الجليد)
ولد فاسيل في مدينة فريبورغ بسويسرا، وبدأ مسيرته الكروية مع فريق الدوري السويسري إتش سي فريبورغ جوتيرون في عام 1960. وبقي مع الفريق حتى عام 1972 وتقاعد ليصبح حكماً. وظل حكما حتى عام 1982 وأدار 37 مباراة دولية. في عام 1982 أصبح رئيس لجنة حكام الدوري السويسري لهوكي الجليد. في عام 1985، أصبح رئيسًا لـ Schweizerischer Eishockeyverband ، الهيئة الحاكمة لهوكي الجليد في سويسرا. تم انتخابه لعضوية مجلس IIHF في العام التالي وشغل منصب رئيس لجنة التحكيم ولجان التسويق.
في حزيران/يونيو 1994، تم انتخابه رئيسًا لـ IIHF ، خلفًا لـ Günther Sabetzki . وقد خدم أربع فترات متتالية كرئيس. بدأت أحدث أعماله في مؤتمر IIHF في آيار/مايو 2008 عندما لم يكن هناك معارضة في محاولته لإعادة انتخابه. كرئيس لـ IIHF ، حاول فاسيل إقامة علاقة أقوى بين IIHF وNational Hockey League (NHL)، اتحاد هوكي الجليد المحترف الرئيسي في أمريكا الشمالية. في آذار/مارس 1995، ساعد في التفاوض على اتفاقية حتى يتمكن لاعبي NHL من التنافس في دورة الألعاب الأولمبية الشتوية لعام 1998 في ناغانو، اليابان. كما تعهد «بالعمل ليلًا ونهارًا» للمساعدة في التفاوض بشأن اتفاقية ستشهد مشاركة لاعبي NHL في دورة الألعاب الأولمبية الشتوية لعام 2014. إنه ضد القتال في هوكي الجليد، واصفا إياه بأنه «سلوك إنسان نياندرتال».
في عام 1992 أصبح عضوا في الرابطة الأولمبية السويسرية. في عام 1995 أصبح عضوا في اللجنة الأولمبية الدولية. كان أول ممثل لهوكي الجليد.  كعضو في اللجنة الأولمبية الدولية، شغل العديد من المناصب، بما في ذلك رئيس الاتحاد الدولي لاتحادات الرياضات الشتوية الأولمبية (AIOWF) ورئيس لجنة التنسيق لدورة الألعاب الأولمبية الشتوية لعام 2010 .  في مايو 2008، تم ترشيح فاسيل ليحل محل أوتافيو سينكوانتا كممثل للرياضات الشتوية في المجلس التنفيذي للجنة الأولمبية الدولية. تم تعيينه في مجلس الإدارة في 7 أغسطس في الدورة 120 للجنة الأولمبية الدولية التي عقدت قبل دورة الألعاب الأولمبية الصيفية لعام 2008 ، وعمل لمدة ثماني سنوات حتى عام 2016 عندما تم استبداله بجيان فرانكو كاسبر.
تحدث فاسيل في القمة العالمية للهوكي في عام 2010، وناقش وجود دوري الهوكي الوطني (NHL) في أوروبا وفي هوكي الجليد في الألعاب الأولمبية، وكان دفاعًا عن الهوكي الأوروبي. كان ضد خطط التوسع في NHL في أوروبا، وتصور دوريًا أوروبيًا للمحترفين، حيث سيلعب البطل الفائز بكأس ستانلي للحصول على لقب عالمي. سعى للحفاظ على مشاركة NHL في دورة الألعاب الأولمبية الشتوية بسبب ربحيتها وتعرضها للهوكي الدولي.

## الحياة الشخصية
فاصل متزوج وله أربعة أبناء. التحق بجامعة فريبورغ وجامعة برن وأصبح دكتوراه في جراحة الأسنان عام 1977.  في عام 1997، كلفته اللجنة الأولمبية الدولية بإجراء دراسة عن علاج الأسنان للرياضيين الأولمبيين.  تم نشر تقرير «طب الأسنان الرياضي والألعاب الأولمبية» عام 2005. في 26 تمز/ يوليو 2012، كان فاسيل جزءًا من تتابع شعلة الألعاب الأولمبية الصيفية لعام 2012 في لندن.

## ما جاء عنه في الموقع الرسمي للاتحاد الدولي لهوكي الجليد
- سيرة شخصية

تم انتخاب الدكتور رينيه فاسيل رئيسًا للاتحاد الدولي للهندسة المعمارية في يونيو 1994 في الكونغرس في البندقية. أعيد انتخابه في الأعوام 1998 و 2003 و 2008 و 2012 و 2016. طبيب أسنان، ولد في 6 فبراير 1950 في فريبورغ، سويسرا. لعب لفريق HC Friborg-Gottéron في قسم الهواة قبل الانتقال إلى التحكيم الدولي، وحكمًا، أدار 37 مباراة دولية. في عام 1985، أصبح فاسيل رئيسًا للجمعية السويسرية لهوكي الجليد، وفي عام 1986 تم انتخابه كعضو في مجلس الاتحاد الدولي لهوكي الجليد.
عندما أصبح رينيه فاسيل خليفة الدكتور سابتزكي كرئيس IIHF ، دخل الاتحاد الدولي الغارق في التقاليد حقبة جديدة. كان الرئيس الجديد حريصًا على إقامة اتصال أوثق مع المنظمات المهنية في أمريكا الشمالية وعزز العلاقات بين IIHF و NHL. يعود الفضل في جزء كبير منه لجهود رينيه فاسيل في أنه في عام 1998، في دورة الألعاب الأولمبية الشتوية في ناغانو، تنافس أفضل لاعبي NHL المحترفين لأول مرة في دورة الألعاب الأولمبية. كان دمج لعبة In-Line Hockey في IIHF وتأسيس رابطة الهوكي الأوروبية من المشاريع الأخرى طويلة المدى التي تم تحقيقها خلال رئاسة فاسيل.
- عضو اللجنة الأولمبية الدولية

في يونيو 1995، تم تعيين رينيه فاسيل، كأول ممثل لهوكي الجليد في التاريخ، في اللجنة الأولمبية الدولية (IOC). في عام 1997، تم تكليفه من قبل اللجنة الأولمبية الدولية بتجميع دراسة حول علاج الأسنان للرياضيين الأولمبيين في جامعة برشلونة. حصل على درجة الطبيب عن عمله عام 2008.
شغل فاصل منصب رئيس اتحاد اتحادات الرياضات الشتوية الأولمبية الدولية (AIOWF) بين عامي 2002 و 2014. كما تم تعيينه رئيسًا للجنة تنسيق أولمبياد فانكوفر 2010.
خدم فاسيل لفترتين مدة كل منهما أربع سنوات (2008-2016) كممثل للرياضات الشتوية في المجلس التنفيذي للجنة الأولمبية الدولية. المجلس التنفيذي هو أعلى هيئة داخل اللجنة الأولمبية الدولية ويتحمل المسؤولية النهائية عن إدارة اللجنة الأولمبية الدولية.
- الجوائز

في عام 2004، حصل فاسيل على جائزة جوقة الشرف المرموقة وهي أعلى جائزة تمنحها الجمهورية الفرنسية عن الخدمة المتميزة لفرنسا. في عام 2004 أيضًا، تم منح فاسيل جائزة VIZHIBU الأوكرانية لمساهمته الكبيرة في تطوير لعبة هوكي الجليد ونشرها. في عام 2008، حصل فاسيل على الجائزة الخاصة للجمعية السويسرية، والتي تكرم الشخصيات لمساهماتهم الاستثنائية في هوكي الجليد السويسري. في عام 2011، منحته روسيا وسام صداقة الشعوب من روسيا، وهي أعلى جائزة روسية يمكن تقديمها إلى أجنبي.

## روابط خارجية
- طب الأسنان الرياضي والألعاب الأولمبية بقلم رينيه فاسيل وبول إم. Piccininni
- اللجنة الأولمبية الدولية
- IIHF

| سبقه | ' | الحالي |